# Ragnarok Online 2: Legend Of The Second
Ragnarok Online 2: Legend Of The Second (en coreano: 라그나로크 온라인 2: The Legend Of Second) conocido popularmente como "RO2: LOTS" es un videojuego MMORPG creado por la compañía de Corea del Sur Gravity Corp.. El juego es la secuela del popular juego Ragnarok Online. También existe una versión para móviles llamada Ragnarok M: Eternal Guardians of Love. La mayor parte del universo del juego se basa en la mitología nórdica.
Al principio el proyecto tenía el nombre de "The Gate Of The World", pero el proyecto fue deshecho por la compañía al no cumplir las expectativas esperadas. Fue entonces cuando Gravity decidió cambiar el juego por completo, incluyendo el nombre, la historia y el motor gráfico, con la idea de que sea una secuela directa de lo acontecido en Ragnarok Online.

## Historia
El juego se sitúa siglos después de los hechos acontecidos en Ragnarok Online, después del despertar de Freyja.
Freyja fue una vez una diosa bella y amable que amaba la vida. Pero debido a la traición de su amado Odín, se convirtió en la diosa de la destrucción, ardiendo con venganza. Para destruir todo lo que Odín creó, inició una gran catástrofe, que más tarde sería llamada “El día de la Desesperación”.
Cuando Midgard cayó al borde de la extinción, los jóvenes héroes se levantaron para salvar la Tierra. Gracias a su coraje y sabiduría infinita, Freyja fue sellada y Midgard encontró la paz una vez más.
Pasó el tiempo y el mundo volvió a la normalidad. La época del “Día de la Desesperación” y de Freyja se convirtió en una leyenda. El sucesor de la familia real de Rune-Midgard, Ignarts Gaebolg, construyó el nuevo reino de Rune-Midgard.
Los días de paz continuaron, pero un día, en la cresta de Armin, cerca de Prontera, capital del reino, una brecha dimensional apareció, emitiendo una extraña energía que cambió el medio ambiente.
Después de mucho esfuerzo, los magos del reino lograron sellarlo. El Reino decidió que había una conexión profunda entre los incidentes por todo el país y la brecha dimensional y creó un equipo de investigación especial para investigar más a fondo.
Se han anunciado avisos de reclutamiento por toda la tierra. Después de leer el anuncio, los aventureros de todo el país comenzaron a reunirse en Prontera con sus propios sueños y ambiciones...

## Características generales
Ragnarok 2 mejora en muchas de las características del original, pero se han conservado muchas otras, como el sistema de mascotas o Pets, mientras que otras se han mejorado, como el sistema de Cartas. Características más grandes se describen detalladamente. No todas las características del juego se han anunciado todavía.
- Gráficos totalmente 3D gracias al motor gráfico Gamebryo (Al principio se usaría Unreal Engine).
- Expresión verdaderas de las emociones, permitiendo que el personaje del jugador demuestren y expresen emociones realistas. Esto substituirá la “burbuja emoticon” de la original.
- Los personajes tendrán un aspecto más adulto, cosa que quita el carácter "inocente" del primer RO.
- Sistema antirrobo de Monstruo, que da ventajas a una víctima del kill-steal en vez de penalizar al delincuente.
- Se han eliminado los Merchant, en su lugar todas las Clases pueden vender gratuitamente.
- La colección del botín se ha cambiado a “botín sistema del cuerpo”. En vez de hacer que los artículos caigan sobre la tierra, el jugador debe seleccionar el cadáver del enemigo caído y recuperar los artículos.
- Se ha incorporado un sistema de Quests mucho más moderno, donde mediante una ventana puedes ir viendo que Quests están activas y que debes hacer para cumplirlas.
- Se implementaron las Monturas o "Mounts" que sirven para el transporte veloz. A diferencia de RO1, las monturas no son solo Peco Pecos, todas las clases pueden usarlas y no se puede atacar sobre ellas.[4]
- Se han ejecutado el salto y el nadar.
- Habrá un ciclo del día y de la noche.
- Además de ciclo del día y de la noche, los efectos del tiempo tales como lluvia están disponibles. Es posible que en el futuro habrá efectos de la nieve para el festival de la Navidad.

## Clases
Al igual que Ragnarok Online, las clases o Jobs se mantienen pero no se comenzará con un Novice como en el anterior, en cambio al crear tu personaje puedes elegir su Job, entre los cuales hay 2 grupos Humanos y Noel están:
- HUMANOS *

- Swordman: Son expertos en pelea cuerpo a cuerpo con espada o lanzas. Además de poseer una gran fuerza también poseen una defensa impresionante que los convierten en excelentes "tanques" contra mobs grandes. A partir de nivel 25 de Job pueden cambiar a Knight o Warrior.
- Acolyte: Su labor es curar al equipo cuando está en problemas, no tienen mucha fuerza pero pueden resistir mucho tiempo dependiendo de como han sido distribuidas sus características. A partir de nivel 25 de Job pueden cambiar a Priest o Monk.
- Archer: Son grandes arqueros por lo que poseen una baja defensa pero una gran precisión y velocidad lo que los hace perfectos para luchar de forma independiente. A partir de nivel 25 de Job pueden cambiar a Ranger o Beastmaster.
- Magician: Son muy hábiles con las Skills por lo que poseen gran cantidad de SP, pero su defensa y velocidad le juegan en contra por lo que no son muy útiles para pelear solos. A partir del nivel 25 pueden cambiar a Wizard o Sorcerer.
- Thief: Son hábiles con las dagas y tienen gran velocidad, además de que sus skills le permiten escapar de cualquier situación peligrosa. A partir del nivel 25 pueden cambiar a Rogue o Assassin.

- NOEL *

- Alter: Pueden ser pequeños, pero no son menos potentes que sus contrapartes humanas. La carrera Noel comienza como Altera, y en el nivel 25 se puede optar por convertirse en Crecentia o Soulmakers. Altera son conocidos por utilizar las habilidades de ataque cuerpo a cuerpo, así como la zona a distancia los ataques. Sus habilidades especiales son debuffing, diversas habilidades maldición inclusive las que aumentan el daño con el tiempo (punto), y las maneras de disminuir el poder de, o amplificar el daño hecho a los enemigos.

## Chara System
En Ragnarok Online al llegar a nivel 99 existen dos opciones, Renacer o convertirse en 3rd Job, en RO2: LOTS en vez de eso existe un sistema llamado "Chara System" (probablemente cambie cuando se libere el juego oficialmente) que se trata de elegir entre tres opciones que es elegir entre "Light" (con atributos Holy), Chaos (con atributos Dark) o Neutral. Este cambio tendrá efectos en el juego como nuevos personajes, armas especiales para los distintos bandos, etc.
El Chara System también afectará a los Gremios o "Guilds" donde si una ciudad está conquistada en un porcentaje mayor por un bando, el bando contrario tendrá ciertas dificultades en esa ciudad. Por ejemplo: Si los castillos de una ciudad como Payon están conquistados en un 60% o más por Guilds "Chaos", afectará a algunos NPC's lo que hará que los del bando contrario, "Light", se les vean aumentados los precios de las cosas o que los NPC's de la ciudad tengan un trato diferente.
Los personajes pueden cambiar en cualquier momento de bando, pero se deberán ganar una cierta cantidad de puntos para hacer el cambio.